# 遠見岬神社
遠見岬神社（とみさきじんじゃ）は、千葉県勝浦市浜勝浦（上総国夷隅郡）にある神社。旧社格は郷社。房総半島を開拓した天富命を祀っている。

## 概要
神武天皇の側近として活躍した天富命は、阿波の開拓を終えた後、東国により良い土地を求め阿波忌部氏らを率いて黒潮に乗り、房総半島南端の布良の浜に上陸した。そして祖神である天太玉命を祀る社を建て、安房の開拓を進めたがその後当地で没したという。天日鷲神の後裔の勝占の忌部須須立命は、八幡岬突端富貴島の天富命の居跡に社殿を建立、開拓の祖神として祀ったのが当社の起こりとされている。
慶長6年（1601年）の大津波で岬突端の富貴島にあった社殿は決壊し社宝の多くが流失した。このとき決壊した社殿と御神体が高磯の浜に流れ着き、流れ着いた「宮の谷」に社殿を再造営、里見氏・安房正木氏および近郷領主の信仰が篤かったという。
その後、万治2年（1659年）に、領主の植村土佐守が神占によって現在地の「宮山」に遷祀したといわれ、現在の社殿は嘉永2年（1849年）の改築である。江戸時代までは富大明神と称したが、明治6年（1873年）遠見岬神社と改称し郷社に列した。
元々の社殿のあった富貴島は、津波や元禄16年（1703年）の大地震で海没し、現在は一部が平島として残されているのみである。なお、勝占の忌部が住んだこの地は勝占と呼ばれるようになり、「勝浦」の地名の由来といわれている。

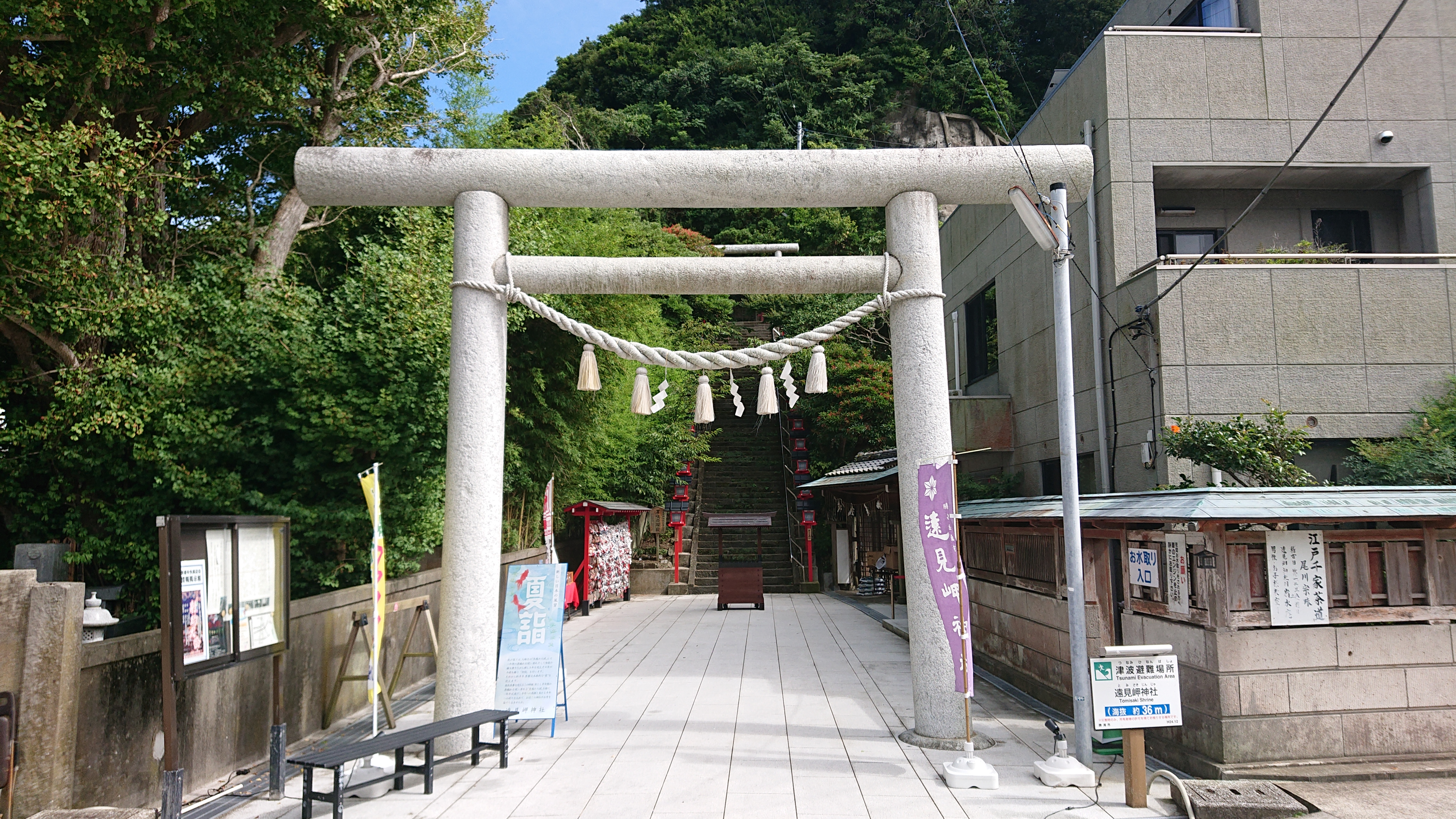
一の鳥居
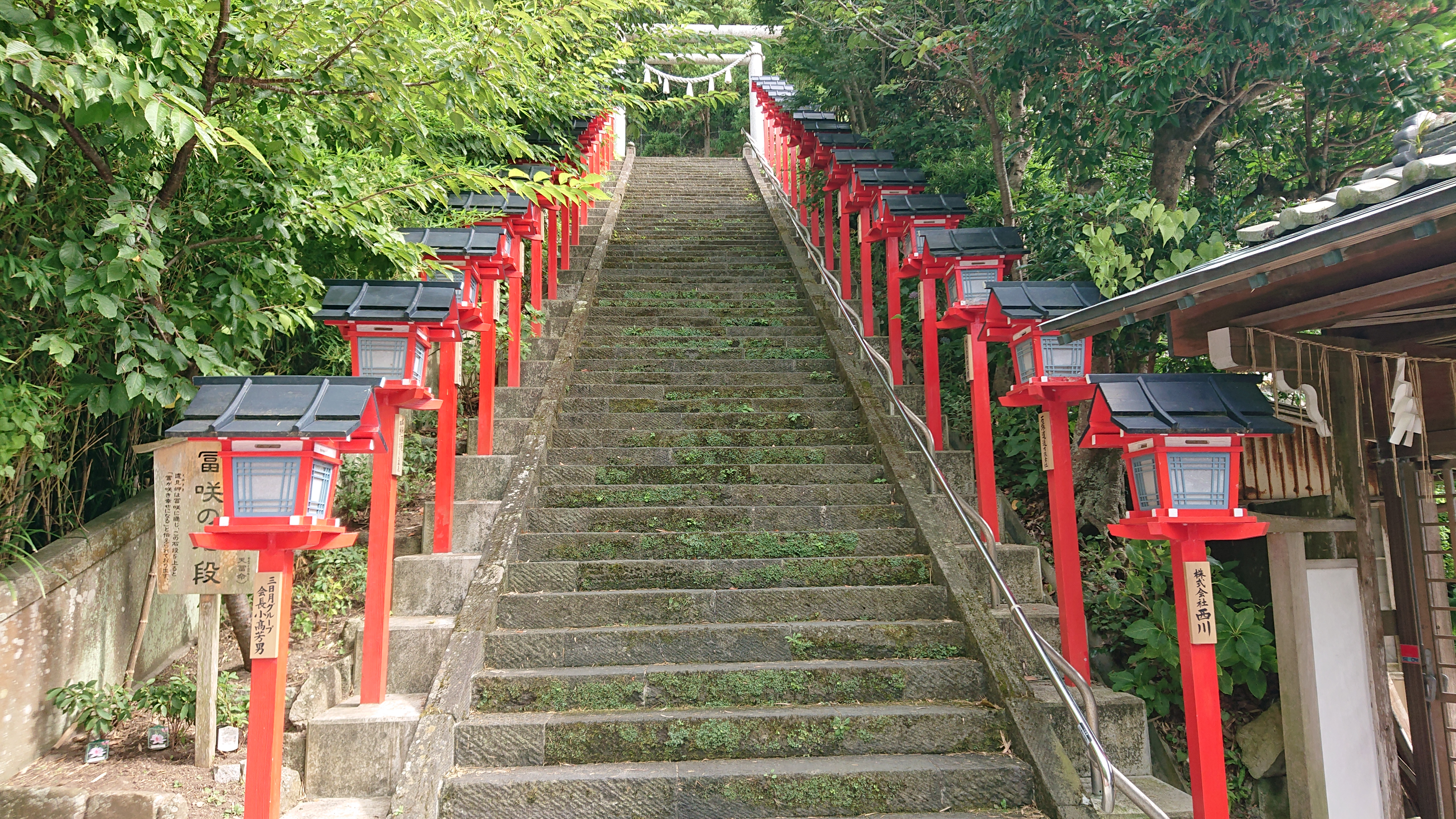
富咲の石段
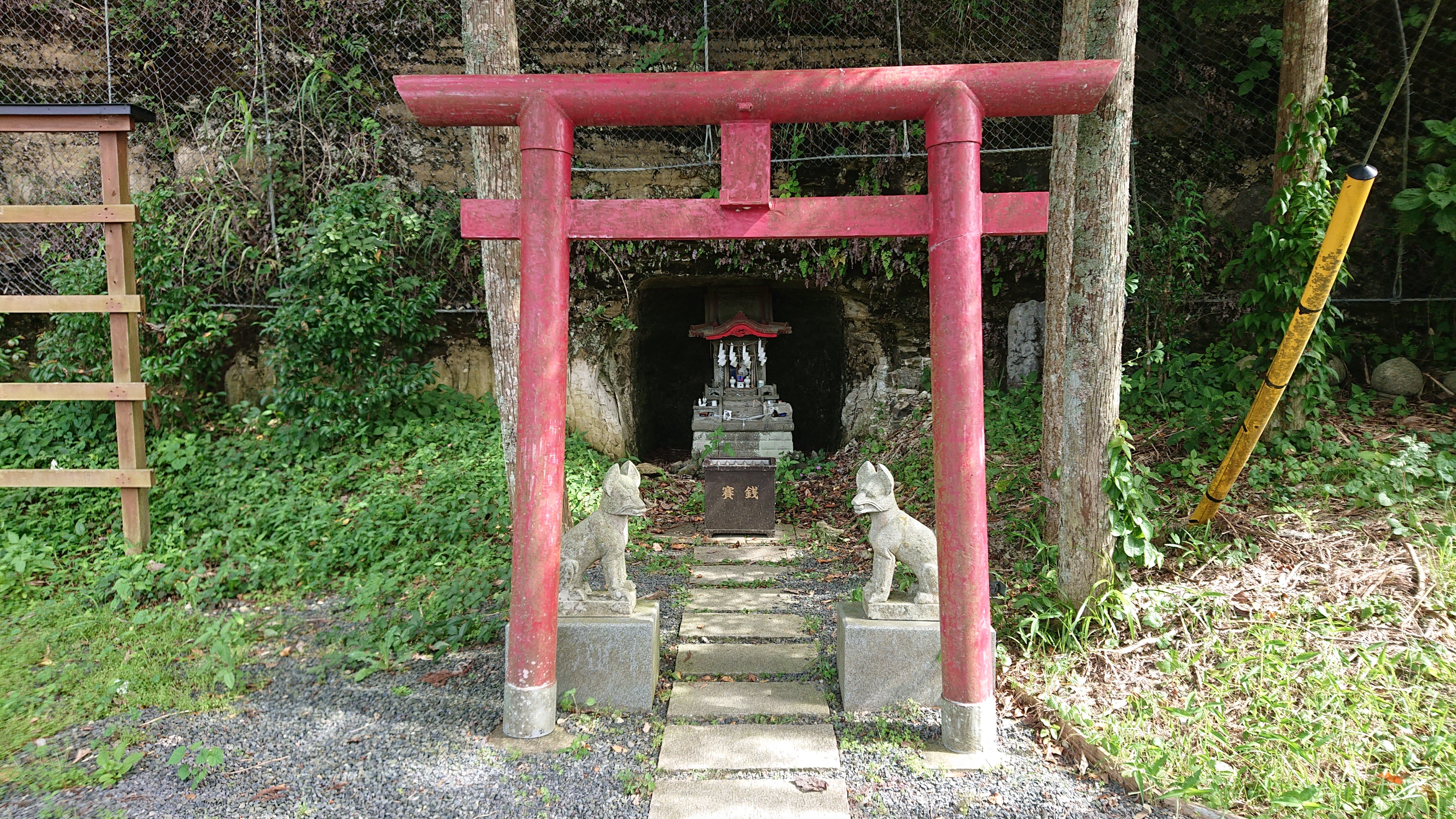
稲荷社
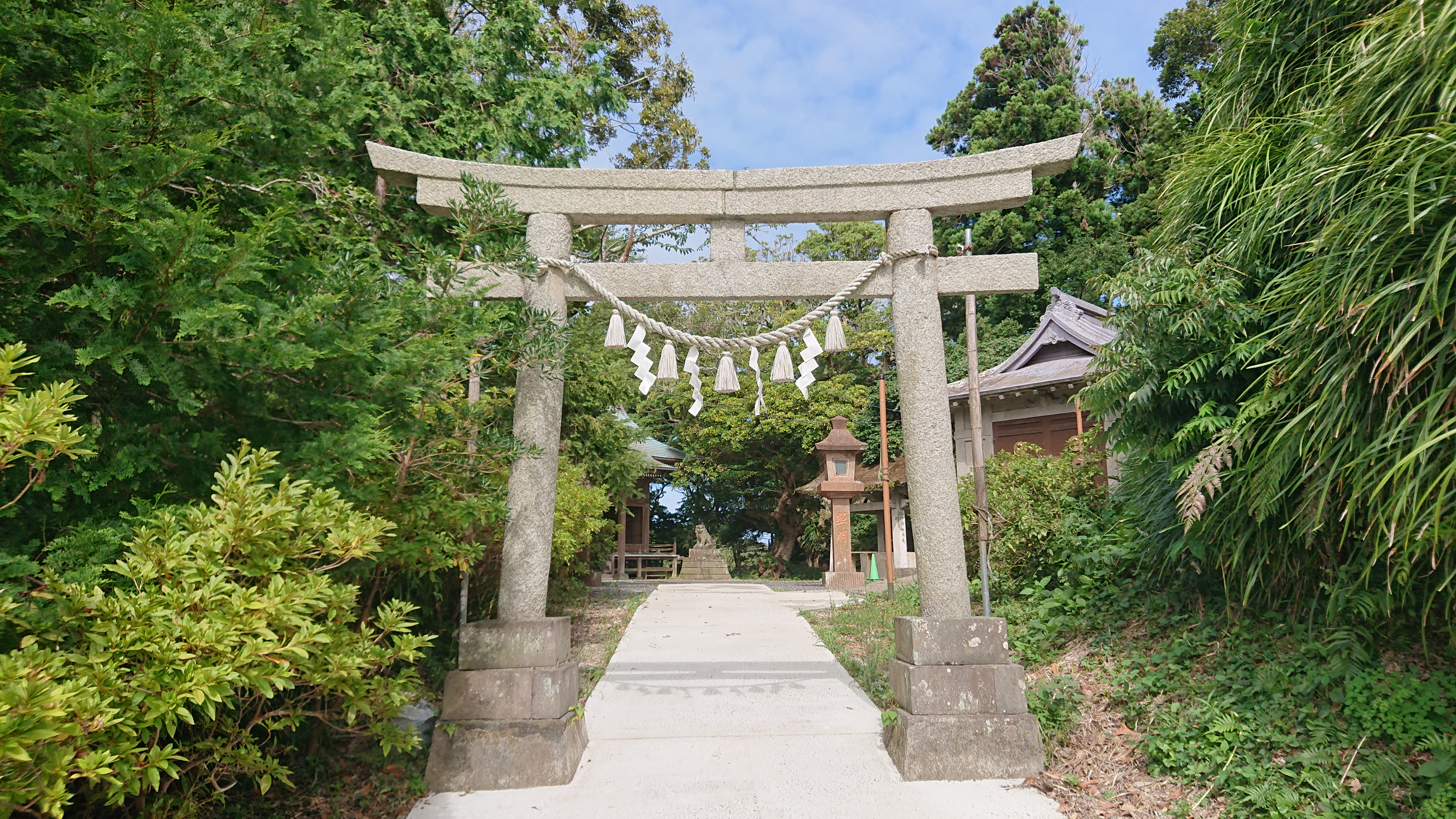
三の鳥居
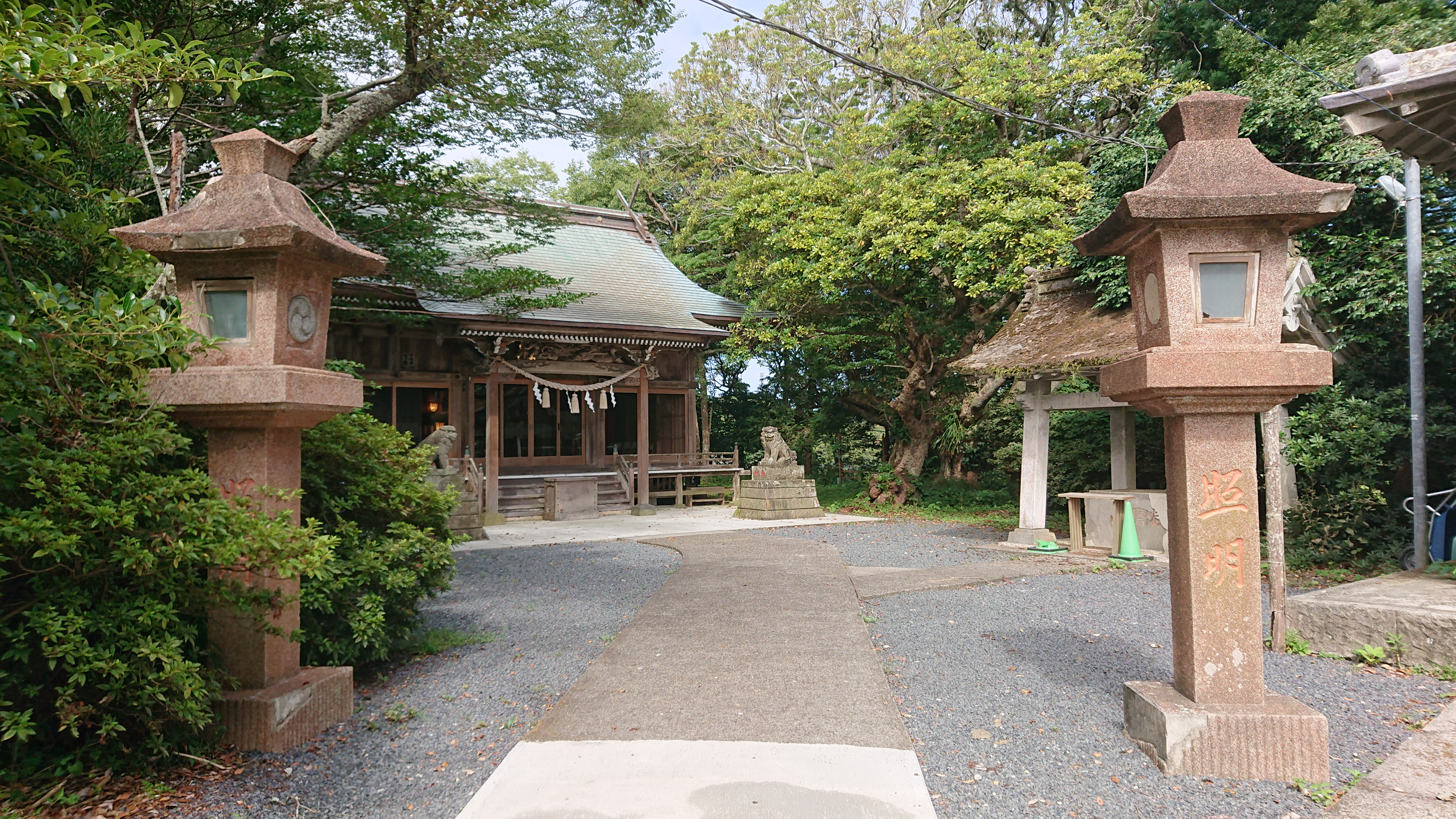
本殿（遠景）
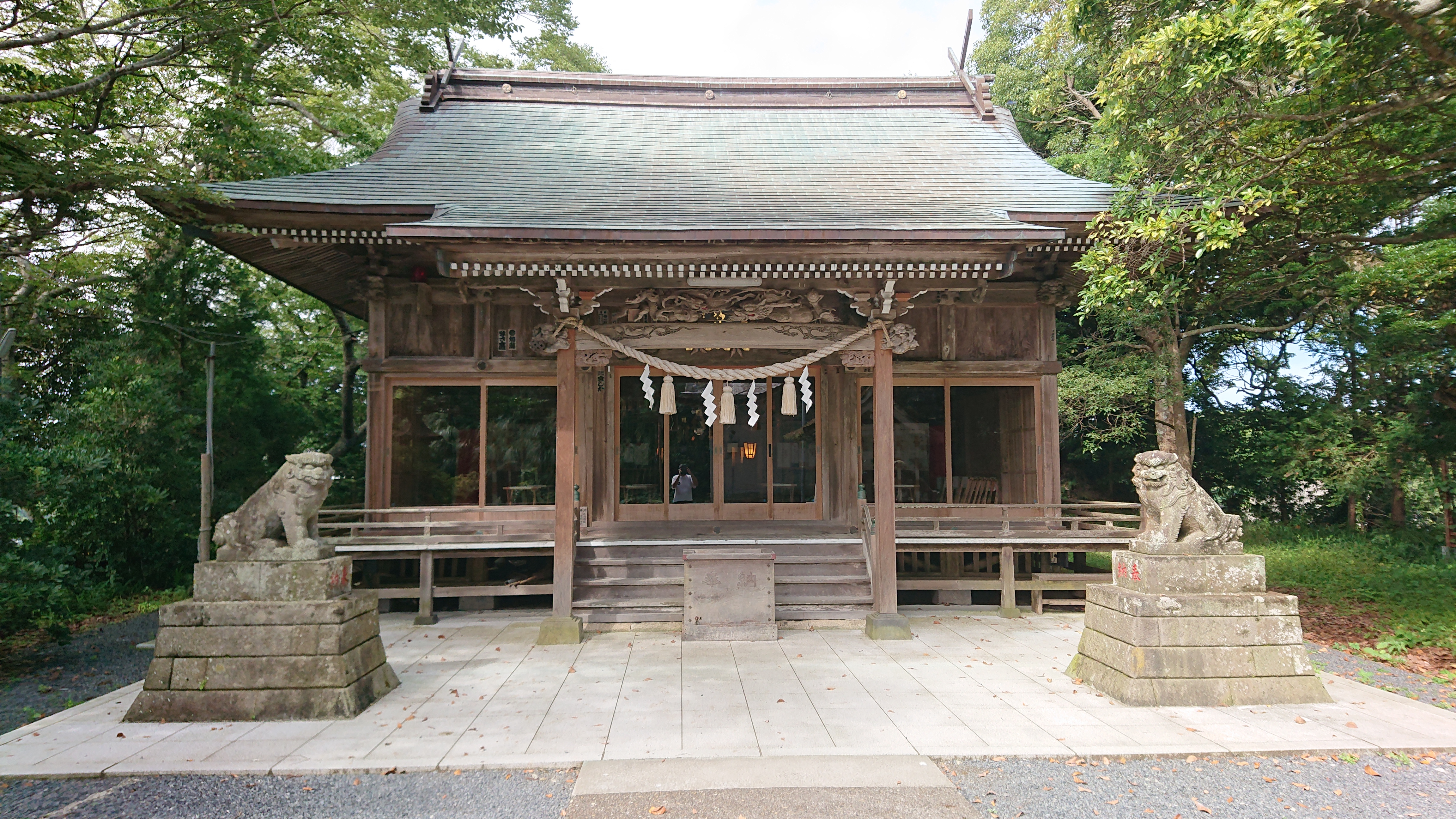
本殿
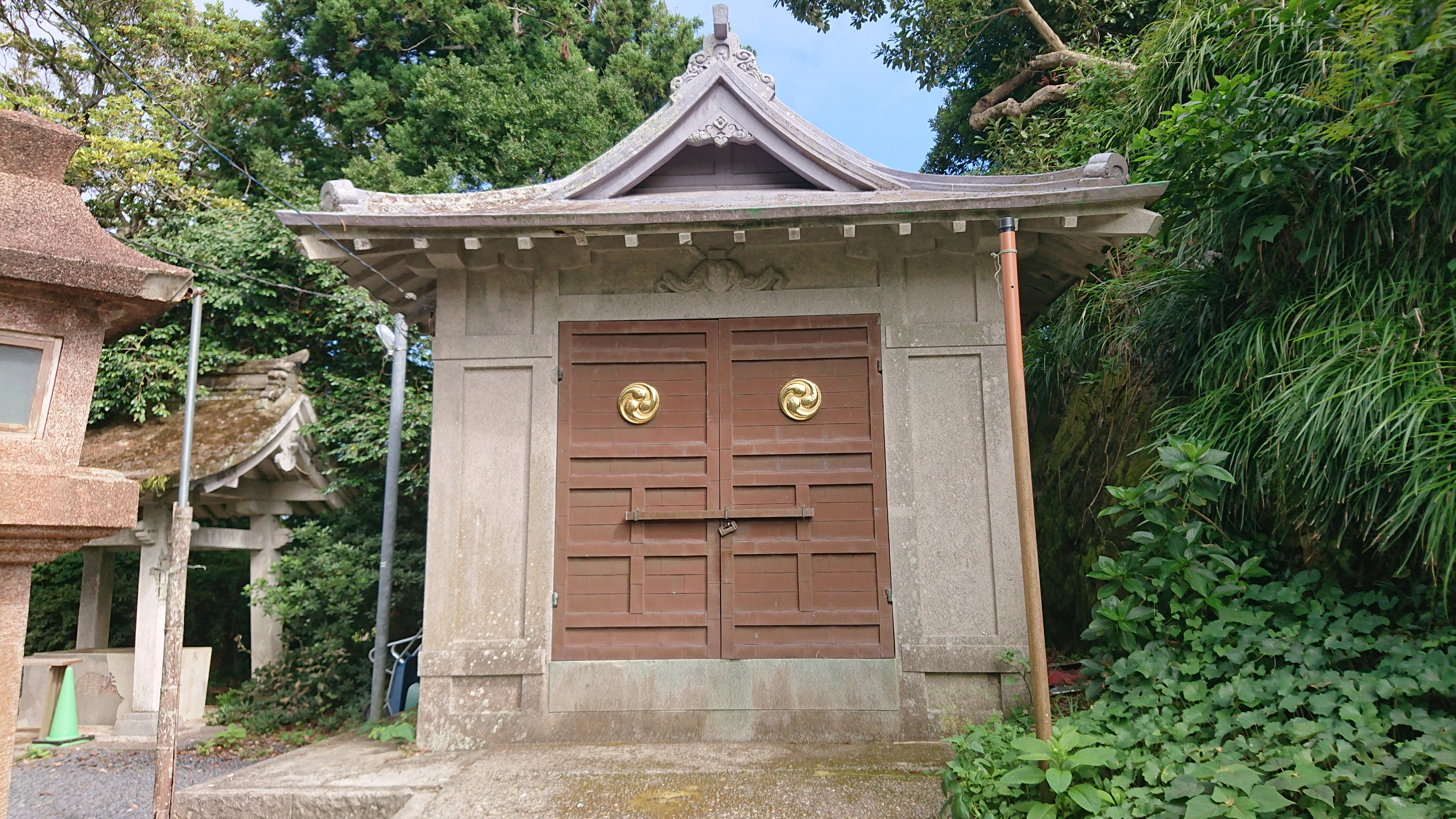
神輿蔵
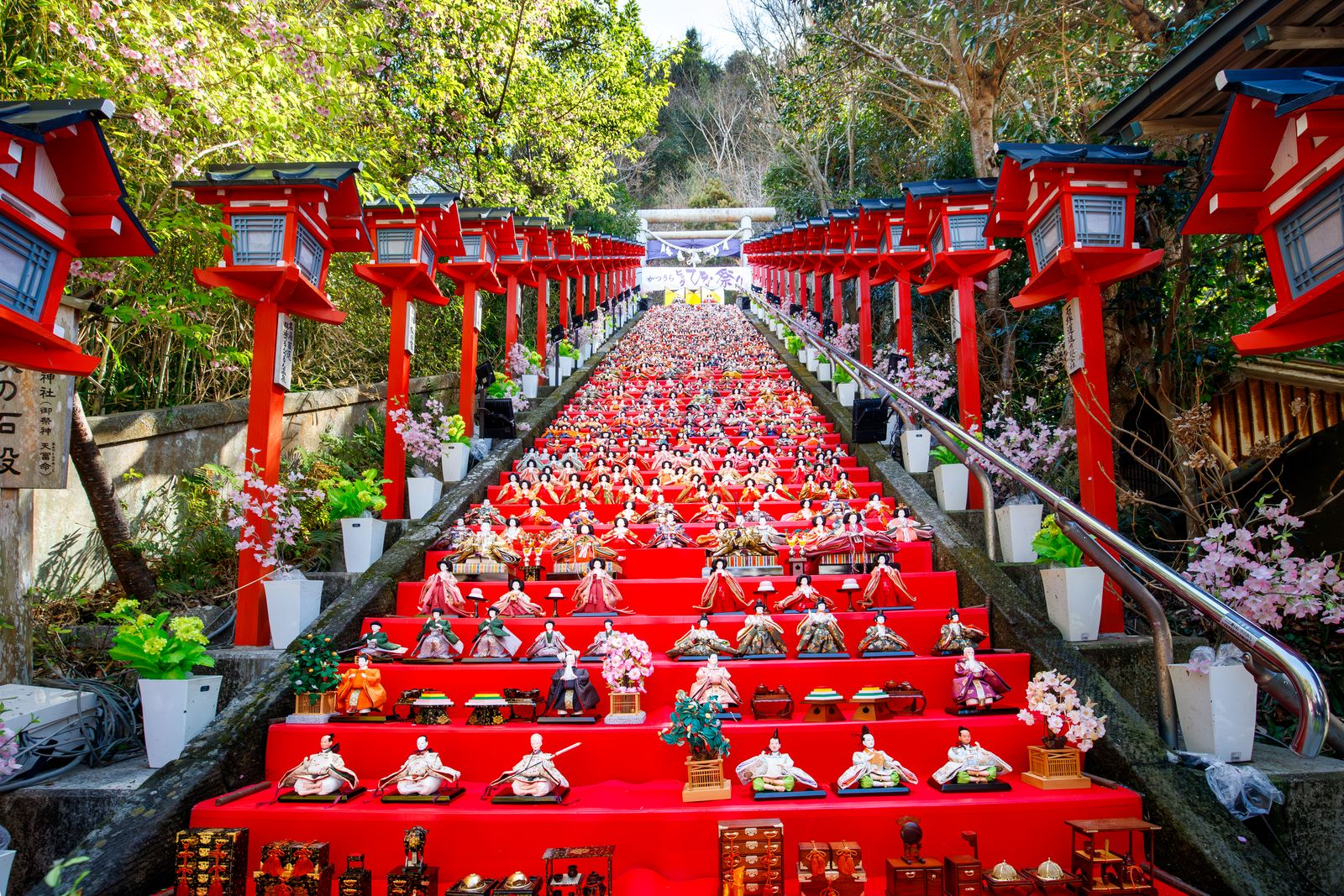
かつうらビッグひな祭りの雛壇
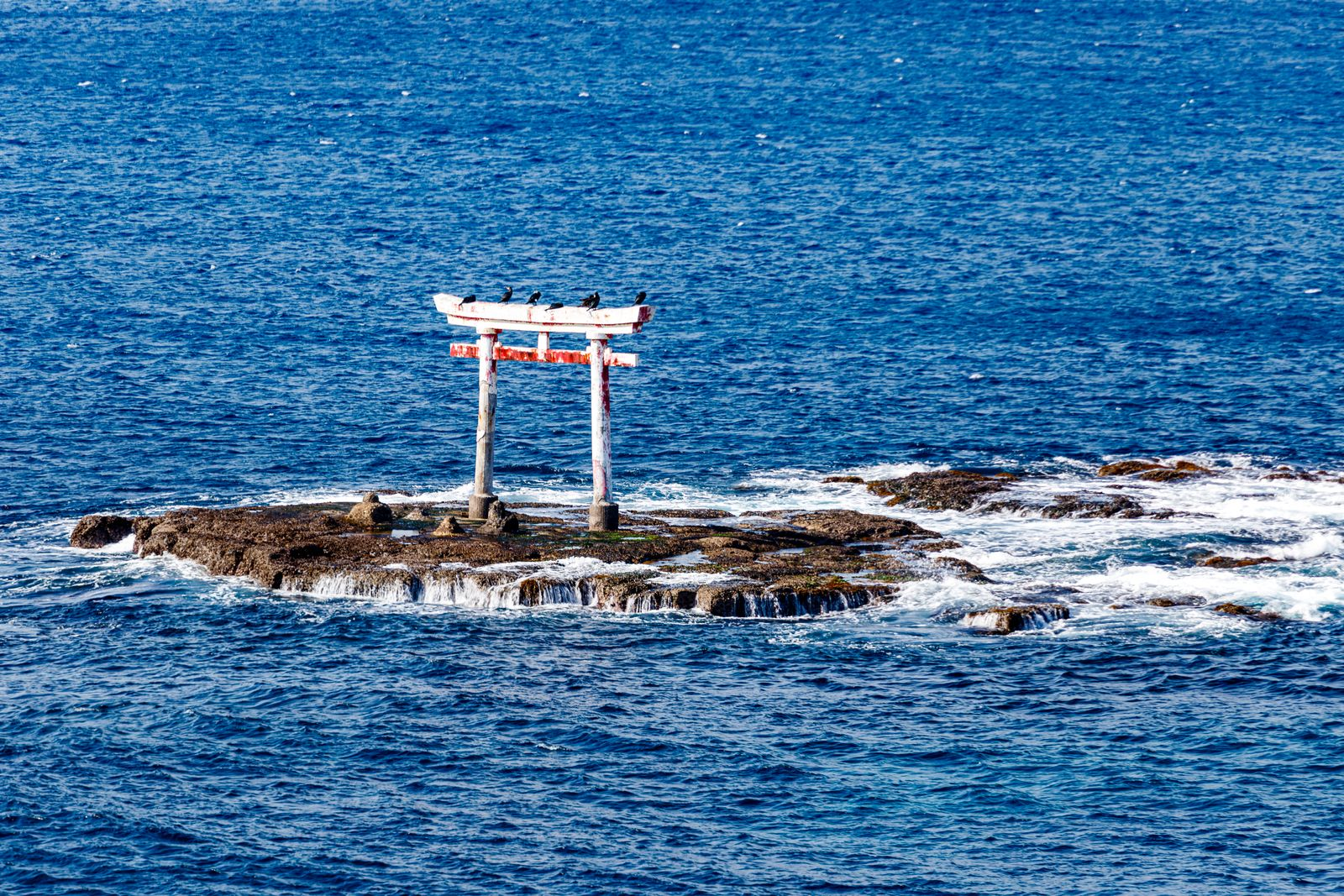
旧遠見岬神社海の鳥居